# كأس الاتحاد الإفريقي 1994
كأس الاتحاد الأفريقي للأندية 1994 هي النسخة الثالثة من بطولة كأس الاتحاد الأفريقي للأندية .
وتوج بها بيندل إنشورانس النيجيري على حساب بريميرو دي مايو الأنغولي .

## ربع النهائي
| المنافس         | النتيجة           | المنافس 2       |
| --------------- | ----------------- | --------------- |
| ليوباردز        | 2 : 1             | بريميرو دي مايو |
| الموردة         | -- : --           | دياموند ستار    |
| بيندل انشورانس  | 1 : 0             | إتحاد الشاوية   |
| سان دوني        | 5 : 3             | شبيبة القيروان  |
| شبيبة القيروان  | 1 : 0             | سان دوني        |
| إتحاد الشاوية   | 1 : 0 \| 2 : 4 \| | بيندل انشورانس  |
| دياموند ستار    | -- : --           | الموردة         |
| بريميرو دي مايو | 1 : 0             | ليوباردز        |
| 2 : 4           |                   |                 |

## نصف النهائي
| المنافس         | النتيجة | المنافس 2       |
| --------------- | ------- | --------------- |
| الموردة         | 0 : 0   | بريميرو دي مايو |
| سان دوني        | 1 : 0   | بيندل انشورانس  |
| بريميرو دي مايو | 5 : 3   | الموردة         |
| بيندل انشورانس  | 4 : 1   | سان دوني        |

## النهائي
| بريميرو دي مايو | 1–0   | بيندل إنشورانس |
| --------------- | ----- | -------------- |
|                 | تقرير |                |

| بيندل إنشورانس | 3–0   | بريميرو دي مايو |
| -------------- | ----- | --------------- |
|                | تقرير |                 |